# كاريناس
بلدية كاريناس (بالإسبانية: Carenas) هي بلدية تقع في مقاطعة سرقسطة التابعة لمنطقة أراغون شمال شرق إسبانيا.

## الديموغرافيا
بلغ عدد سكان بلدية كاريناس 195 نسمة عام 2011 (وفقاً للمعهد الوطني الإسباني للإحصاء).
| 251 | 235 | 218 | 223 | 213 | 203 | 195 |